# Куп'єваха (Богодухівський район)
Куп'єва́ха — село у Богодухівській міській громаді Богодухівського району Харківської області України.

## Географія
Село Куп'єваха находится на обох берегах річки Куп'єваха, переважно на лівому березі. Село вітягнуто вздовж річки на ~ 6 км. Річка та ее притоки протікають по балках Байрак, Довга, Чапайдина, Гончарова на яких створені чісленні загатти. За 4 км находится залізнична станція Куп'єваха. Через село проходити Автомобільна дорога Р47.

## Історія
1696 рік — дата заснування села. 
За даними на 1864 рік у власницькому селі Богодухівського повіту Харківської губернії мешкало 778 осіб (387 чоловіків та 391 жінка), налічувалось 99 дворових господарств, існували православна церкви, поштова станція, винокурний, пивоварний, цегельний та селітряний заводи.
Станом на 1885 рік у колишній власницькій слободі, центрі Куп'єваської волості, мешкало 837 осіб, налічувалось 162 дворових господарства, існували православна церква, школа й винокурний завод.
За переписом 1897 року кількість мешканців зросла до 1263 осіб (633 чоловічої статі та 630 — жіночої), з яких всі — православної віри.
Село постраждало внаслідок геноциду українського народу, проведеного урядом СССР в 1932—1933 роках, кількість встановлених жертв − 199 людей.
12 червня 2020 року, відповідно до розпорядження Кабінету Міністрів України № 725-р «Про визначення адміністративних центрів та затвердження територій територіальних громад Харківської області», село увійшло до Богодухівської міської громади.
19 липня 2020 року, в результаті адміністративно-територіальної реформи та ліквідації Богодухівського району, село увійшло до складу новоутвореного Богодухівського району Харківської області.

## Населення

### Мова
Розподіл населення за рідною мовою за даними перепису 2001 року:
| Мова       | Відсоток |
| ---------- | -------- |
| українська | 99,23%   |
| російська  | 0,77%    |

## Відомі особи
В селі народилися:
- Заковорот Петро (1871–1951) — один з фундаторів школи фехтування в Україні, ще в 1899–1900 роках він здобув золоті медалі на міжнародних змаганнях (світова першість) з фехтування.
- Попов Олександр Іванович (1891—1958) — учений-педагог, громадський і церковний діяч.